# Монтироне
Монтиро̀не (на италиански: Montirone, на източноломбардски: Montirù, Монтиру) е градче и община в Северна Италия, провинция Бреша, регион Ломбардия. Разположено е на 100 m надморска височина. Населението на общината е 5148 души (към 2013 г.).